# Freiheitsdenkmal (Kopenhagen)

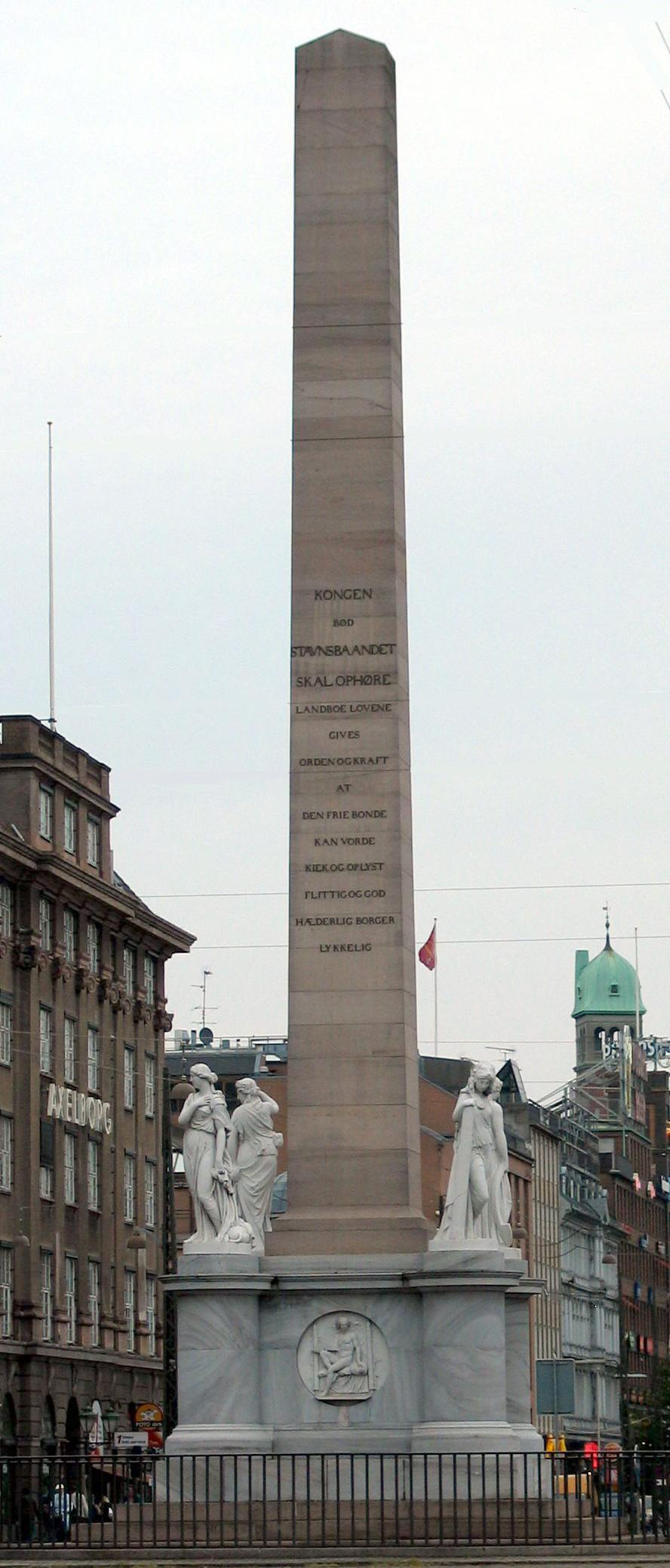
Freiheitsdenkmal in Kopenhagen

Das Freiheitsdenkmal (dänisch: Frihedsstøtten) vor dem Hauptbahnhof in Kopenhagen ist ein 20 Meter hoher Obelisk, der zur Erinnerung an die Bauernreformen von 1788 errichtet wurde, die zur Abschaffung der Leibeigenschaft (dänisch: Stavnsbåndet) führten.

## Geschichte
Die Unterstützung wurde durch eine von einer Gruppe Kopenhagener Bürger im Jahr 1791 initiierte Sammlung finanziert. Im folgenden Jahr wurde der Grundstein von Kronprinz Friedrich VI. gelegt, der als faktischer Vormund seines geisteskranken Vaters Christian VII. der eigentliche Herrscher des Landes war.
Das Freiheitsdenkmal wurde angeblich von den Bürgern des Landes aus reiner und patriotischer Dankbarkeit gegenüber dem König für die Agrarreformen errichtet, die die Bauernschaft von Ungerechtigkeit und Unterdrückung befreit hatten. Der eigentliche Grund für das Denkmal war jedoch die politische Situation in den 1790er Jahren. In Kreisen der Grundbesitzerschaft hatte sich Unmut über die Abschaffung der Daubenbindung und andere Einschränkungen der Macht der Grundbesitzer über die Landbevölkerung breit gemacht. Die Staatsführung zögerte daher, weitere Reformen in eine bauernfreundliche Richtung durchzuführen. In dieser Situation war die Unterstützung der Freiheit ein demonstrativer Versuch des Bürgertums, den Kronprinzen und seine Berater auf dem Reformkurs zu halten.
Der Architekt und Maler Nicolai Abildgaard entwarf das Denkmal. Die vier allegorischen Statuen und die beiden Reliefs (Abschaffung der Knechtschaft und Genius der Gerechtigkeit) stammen von den Bildhauern Johannes Wiedewelt, Nicolai Dajon und Andreas Weidenhaupt. Die Inschriften stammen von dem Dichter Thomas Thaarup. Das Denkmal wurde 1797 fertiggestellt.
In den Jahren 1850–51 wurde das Denkmal zum ersten Mal renoviert.
Wegen des Baus des Kopenhagener Hauptbahnhofs musste das Denkmal 1909 abgebaut werden, wurde aber 1912 als Nachbildung in der Nähe seines alten Standorts wieder aufgebaut. In den Jahren 1996–1999 wurde die Freiheitsdenkmal im Zusammenhang mit einer gründlichen Restaurierung erneut abgebaut und durch exakte Nachbildungen ersetzt.

## Beschreibung
Das Freiheitsdenkmal steht an der Vesterbrogade, nördlich des Hauptbahnhofs von Kopenhagen, auf einer gepflasterten Böschung zwischen den beiden Fahrbahnen der Vesterbrogade. Das Denkmal ist von einem runden Eisenzaun umgeben Das Freiheitsdenkmal ist ein 20 Meter hoher Obelisk aus rotem  Bornholmer Sandstein mit einem Sockel aus grauem norwegischem Marmor und hat an jeder Ecke einen zylindrischen Sockel, der jeweils eine hohe Statue aus weißem Marmor trägt. Die vier Figuren symbolisieren vier Tugenden: Treue (im Nordwesten), dargestellt als Frau mit einer Hand auf dem Herzen und einem Hund an ihrer Seite. Tapferkeit (im Südwesten), dargestellt als Frau mit Löwenfell und einem Bündel Speere an ihrer Seite. Der landwirtschaftliche Fleiß (im Südosten) wird von Ceres, der Göttin des Ackerbaus, dargestellt, die ein Füllhorn und einen Pflug an ihrer Seite trägt. Die bürgerliche Tugend (im Nordosten) ist als Frau mit nackter Brust und einem Eichenkranz auf dem Kopf dargestellt. Auf der Westseite des Giebels befindet sich ein Marmorrelief mit dem Motiv des Genius der Gerechtigkeit, das einen Engel auf einem Thron zeigt, der von Fasces mit Äxten flankiert wird. Auf seinem Bein ruht eine Wasserwaage, deren Lot sich im Gleichgewicht befindet. Im Osten befindet sich außerdem ein Medaillon mit dem Motiv der abgeschafften Knechtschaft, das eine sitzende Frau zeigt, die einen Stab sin vindicta auf den Kopf eines befreiten Sklaven legt, der als nackter Mann dargestellt ist.
Auf den beiden anderen Seiten, die nach Norden bzw. Süden zeigen, sind weiße Marmortafeln mit Metallbuchstaben angebracht, auf denen zu lesen ist:
Norden:
Süden:
Auf dem Obelisken selbst befindet sich folgende Inschriften:
Westen:
Osten: